# Бойко Михайло Юрійович
Миха́йло Юрійович Бо́йко — солдат Міністерства внутрішніх справ України, учасник російсько-української війни.
У часі війни — міліціонер батальйону «Артемівськ» ГУМВС України в Дніпропетровській області.

## Нагороди
21 жовтня 2014 року — за особисту мужність і героїзм, виявлені у захисті державного суверенітету та територіальної цілісності України, вірність військовій присязі під час російсько-української війни, відзначений — нагороджений орденом «За мужність» III ступеня.